# Wattignies
Wattignies là một xã của tỉnh Nord, thuộc vùng Hauts-de-France, miền bắc nước Pháp.

## Twin towns
Wattignies kết nghĩa với:
- Broadstairs, United Kingdom – since 1982
- Rodenkirchen, Đức – since 1973